# Gloeodiscus nigrorufus
Gloeodiscus nigrorufus är en svampart som först beskrevs av Miles Joseph Berkeley, och fick sitt nu gällande namn av Dennis 1961. Gloeodiscus nigrorufus ingår i släktet Gloeodiscus, klassen Dothideomycetes, divisionen sporsäcksvampar och riket svampar.   Inga underarter finns listade i Catalogue of Life.